# 楊榮 (成化丙戌進士)
楊榮（1437年—1496年），字士仁，四川重慶府永川縣人，民籍，治《書經》。

## 生平
八月二十日生，行二，由國子生中式四川鄉試第四十四名舉人，會試中式第四十名。年三十歲中式成化二年丙戌科第三甲第二百三十三名進士。

## 家族
曾祖楊壽可；祖楊志；父楊從道；母宋氏。具慶下，妻龔氏，兄林。